# Encarsia dominicana
Encarsia dominicana är en stekelart som beskrevs av Evans 2002. Encarsia dominicana ingår i släktet Encarsia och familjen växtlussteklar.
Artens utbredningsområde är:
- Dominikanska republiken.
- Haiti.

Inga underarter finns listade i Catalogue of Life.